# Roland Haeberlein

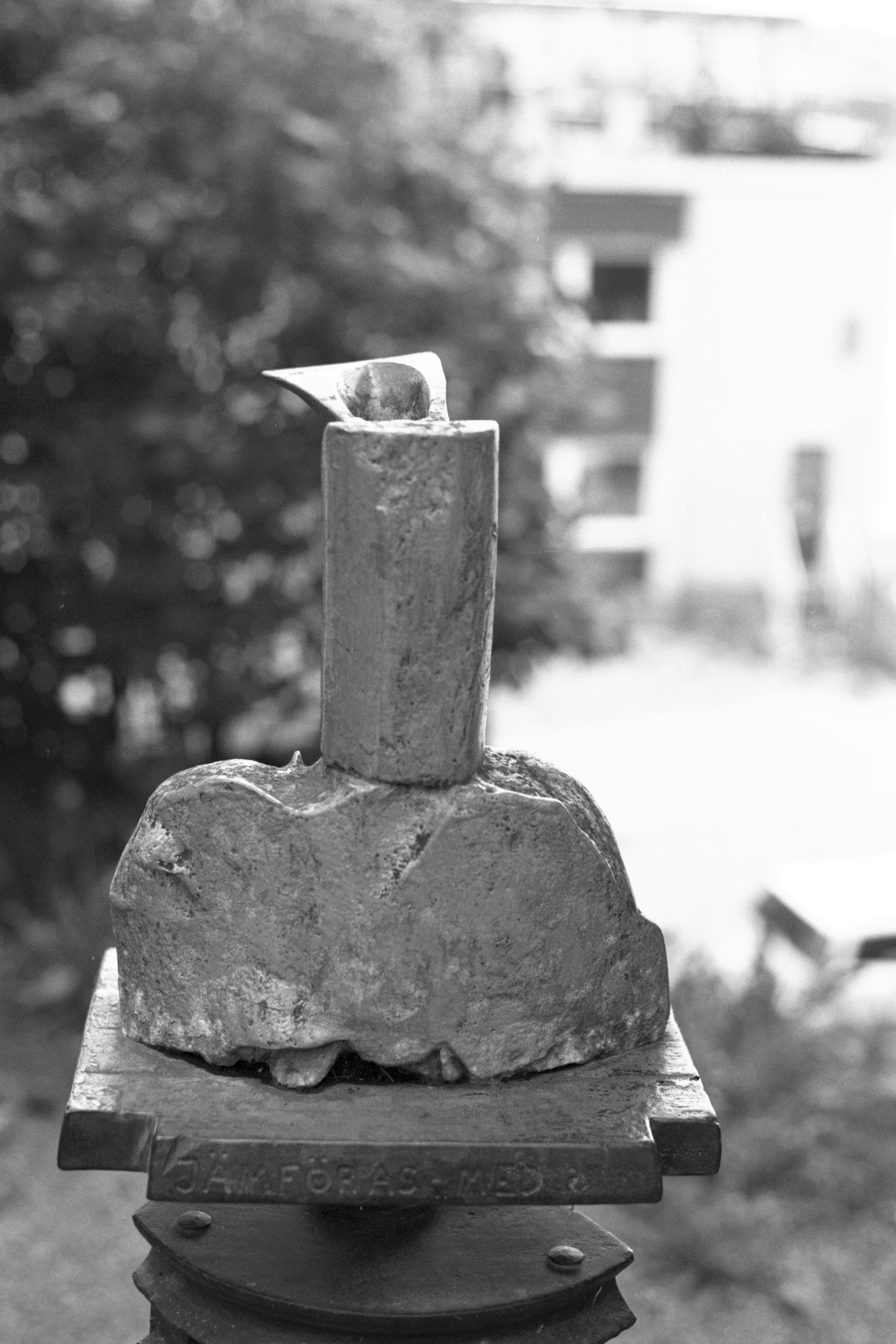
Skitstöveln, skulptur i aluminium på Södermalm i Stockholm från 1987 med inskriptionen Årets dummaste idé förtjänar att jämföras med föregående års skitstövel.

Friedrich Roland Haeberlein, född 10 december 1941 i München, är en tysk-svensk skulptör. 
Roland Haeberlein är sedan år 1962 bosatt i Sverige. Han återanvänder gamla möbler och dylikt, som han sågar itu och sen sätter ihop till skulpturer. Han har ställt ut clowner, hjältar, maträtter, en hovnarr, en prinsessa och en gudinna, rävspel, tidmätare, rövare och toalettdörrar.
Roland Haeberlein är representerad på bland andra Moderna museet i Stockholm, Tomelilla konsthall, Norrköpings konstmuseum, Judiska museet samt i München. Han har gjort ett stort antal skulpturer i Fatbursparken  på Södermalm i Stockholm.
Han fick Skulptörförbundets Sergelstipendium 2008.

## Offentliga verk i urval
- Solur, utanför Karolinen i Karlstad
- Atena (1994), brons, Fatbursparken i Stockholm
- Konvulsiv Form (1970), Sätra, Gävle

## Bildgalleri

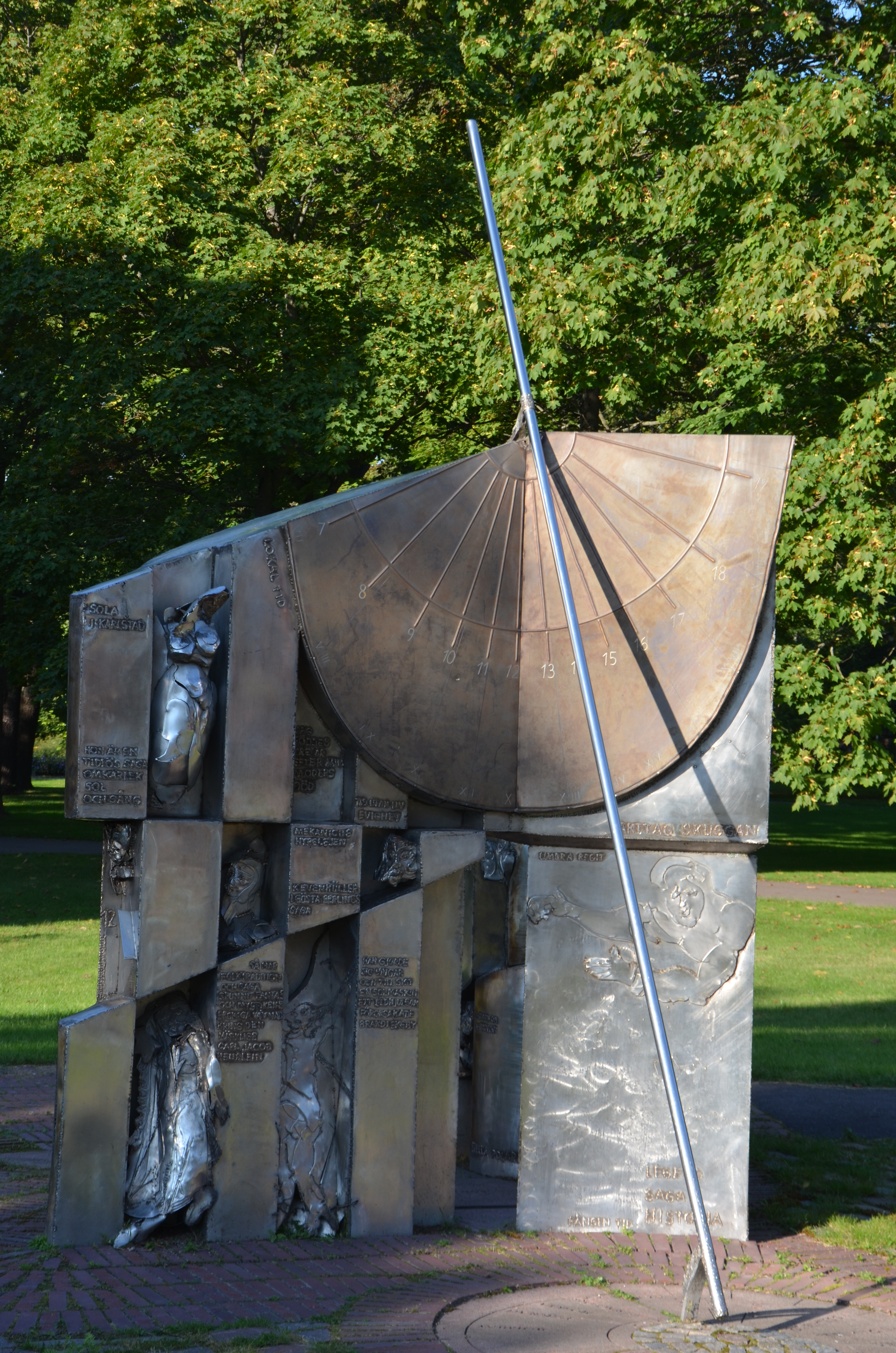
Solur i Karlstadj